# Snow Drop
«Snow drop» es el decimotercero sencillo de la banda japonesa L'Arc~en~Ciel. Fue escogido como tema del programa Hashire Policewoman!. Tetsu y Hyde relataron en un programa japonés cómo compusieron esta canción basándose en los sentimientos que les trajo el anime y película El perro de Flandes (Furandasu no inu).
En 2006 los primeros 15 sencillos de la banda fueron reeditados en formato de 12cm y no el de 8cm original. 

## Lista de canciones
| N.º | Título                         | Letras | Música   | Duración |  |
| 1.  | «snow drop»                    | Hyde   | Tetsu    |          |  |
| 2.  | «a swell in the sun»           | Hyde   | yukihiro |          |  |
| 3.  | «snow drop (hydeless version)» |        | Tetsu    |          |  |